# Herrarnas 5 000 meter i hastighetsåkning på skridskor vid olympiska vinterspelen 1924
- 26 januari 1924

5 000 meter var den andra skridskotävlingen under olympiska vinterspelen 1924. 22 skridskoåkare från tio nationer deltog.

## Medaljörer
| Guld                  | Silver                  | Brons              |
| Clas Thunberg Finland | Julius Skutnabb Finland | Roald Larsen Norge |

## Rekord
Dessa rekord gällde  (i minuter) inför spelen.
| 8:26.5(*) | Harald Strøm | Kristiania (Norge) | 18 februari 1922 | Olympiskt rekord |  | - |  |  |

(*) Rekordet naterat på naturis.

## Resultat
| Placering | Åkare                       | Tid     |
| --------- | --------------------------- | ------- |
| 1         | Clas Thunberg (FIN)         | 8:39.0  |
| 2         | Julius Skutnabb (FIN)       | 8:48.4  |
| 3         | Roald Larsen (NOR)          | 8:50.2  |
| 4         | Sigurd Moen (NOR)           | 8:51.0  |
| 5         | Harald Strøm (NOR)          | 8:54.6  |
| 6         | Valentine Bialas (USA)      | 8:55.0  |
| 7         | Fridtjof Paulsen (NOR)      | 8:59.0  |
| 8         | Richard Donovan (USA)       | 9:05.6  |
| 9         | Léonhard Quaglia (FRA)      | 9:08.6  |
| 10        | Asser Wallenius (FIN)       | 9:12.8  |
| 11        | Alberts Rumba (LAT)         | 9:14.4  |
| 12        | Eric Blomgren (SWE)         | 9:14.6  |
| 13        | Charles Jewtraw (USA)       | 9:27.0  |
| 14        | Bill Steinmetz (USA)        | 9:35.0  |
| 15        | Axel Blomqvist (SWE)        | 9:48.8  |
| 16        | Leon Jucewicz (POL)         | 10:05.6 |
| 17        | Gaston Van Hazebroeck (BEL) | 10:13.8 |
| 18        | André Gegout (FRA)          | 10:15.2 |
| 19        | George de Wilde (FRA)       | 10:39.8 |
| 20        | Albert Tebbit (GBR)         | 11:01.0 |
| 21        | Marcel Moens (BEL)          | 11:30.4 |
| –         | Charles Gorman (CAN)        | DNF     |